# Muziekgebouw aan 't IJ
Muziekgebouw aan 't IJ (pol. Dom Muzyki nad IJ) – mieści jedną z głównych sal koncertowych Amsterdamu. Sala jest wykorzystywana głównie do prezentacji koncertów współczesnej muzyki klasycznej z powodu doskonalej, zmiennej akustyki. Unikalna architektura budynku i jego położenie stanowią, że jest także atrakcją turystyczną miasta.

## Opis
Budynek został oddany do użytku 15 czerwca 2005. W uroczystości otwarcia uczestniczyła ówczesna królowa Beatrycze. W budynku mieszczą się dwie sale koncertowe i trzy sale prób. Duża sala koncertowa o wymiarach 20 na 30 metrów ma 725 miejsc siedzących. Sala ta posiada unikalną możliwość zmiany akustyki poprzez ruchome ściany, sufit i podłogę. Mała sala koncertowa o wymiarach 19 na 8 metrów mieści 100 krzeseł. Budynek jest z trzech stron otoczony wodą, a na jego tarasie, tuż nad taflą wody znajduje się popularna kawiarnia.

## Galeria

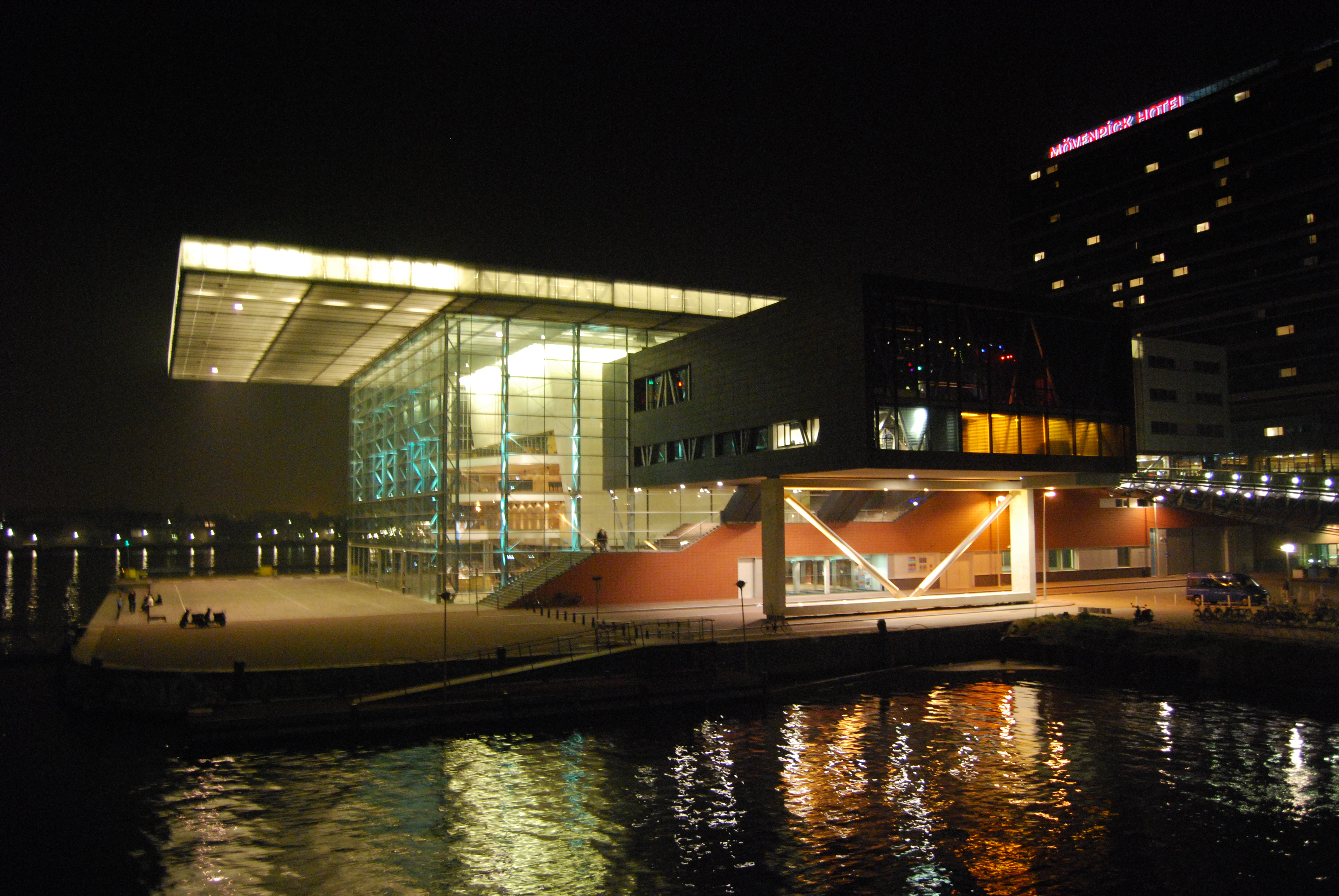
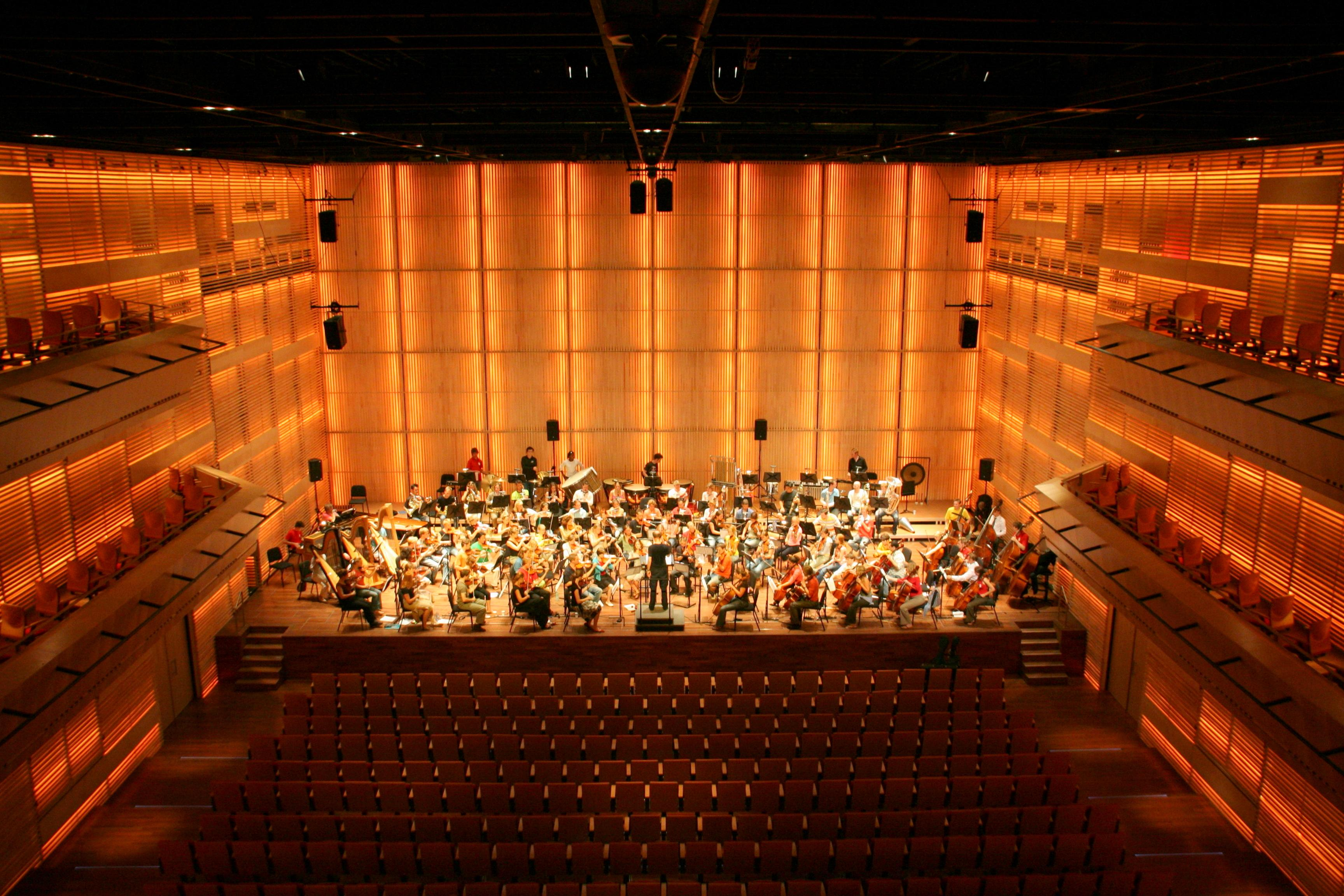
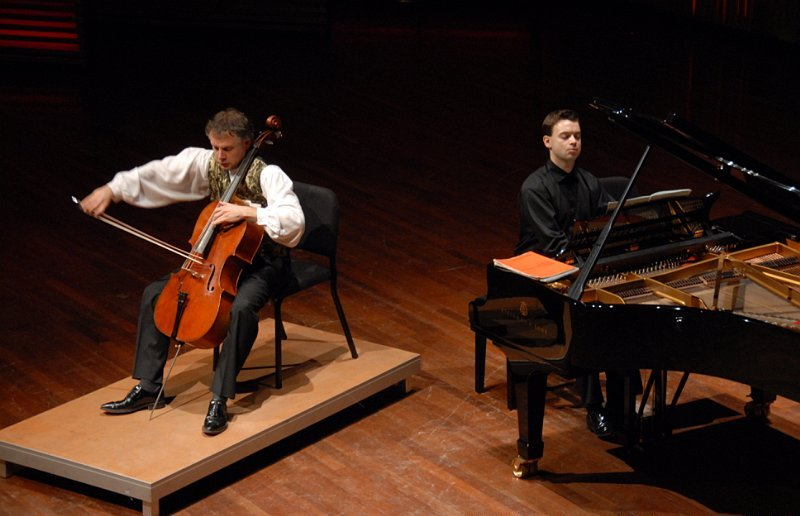
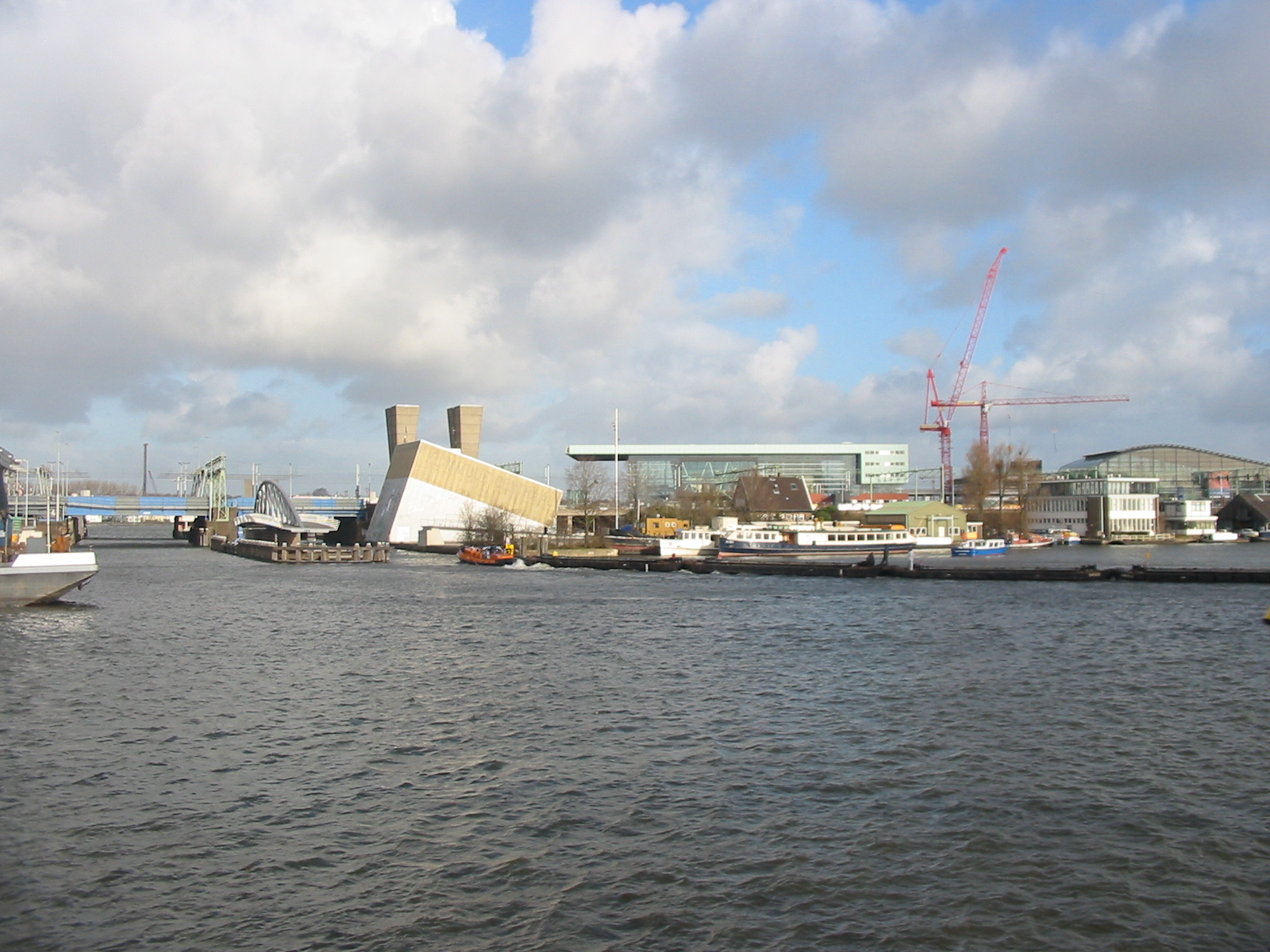